# یشیل‌سیرت (بتلیس)
یشیل‌سیرت (به ترکی استانبولی: Yeşilsırt) یک منطقهٔ مسکونی در ترکیه است که در بیتلیس واقع شده‌است. یشیل‌سیرت ۱۷۷ نفر جمعیت دارد.